# Raïon de Soussouman
Le raïon de Soussouman (en russe : Сусуманский райо́н, Soussoumanski raïon) est une subdivision administrative (raïon) et une municipalité (okroug municipal) de l'oblast de Magadan, en Russie. Situé dans le nord-ouest de l'oblast, le raïon fait partie de la Kolyma, une région d'Extrême-Orient russe. Son centre administratif est la ville de Soussouman, et il compte en tout 13 localités. Sa population s'élevait à 6 243 habitants en 2023.

## Localités
Il y a 13 localités dans le raïon,.
| Liste des localités | Liste des localités | Liste des localités | Liste des localités         |
| N°                  | Localité            | Statut              | Population Recensement 2021 |
| ------------------- | ------------------- | ------------------- | --------------------------- |
| 1                   | Arkagala            | village             | 0                           |
| 2                   | Belichan            | commune urbaine     | 0                           |
| 3                   | Bolchevik           | commune urbaine     | 8                           |
| 4                   | Bourkandia          | village             | 0                           |
| 5                   | Kadyktchan          | commune urbaine     | 1                           |
| 6                   | Kédrovi             | village             | 37                          |
| 7                   | Maldiak             | village             | 175                         |
| 8                   | Miaounja            | commune urbaine     | 1069                        |
| 9                   | Soussouman          | ville               | 4439                        |
| 10                  | Oudarnik            | village             | 0                           |
| 11                  | Oust-Khaktchan      | village             | 0                           |
| 12                  | Kholodni            | commune urbaine     | 651                         |
| 13                  | Chiroki             | village             | 78                          |